# Rhynchospora curtissii
Rhynchospora curtissii är en halvgräsart som beskrevs av Nathaniel Lord Britton. Rhynchospora curtissii ingår i släktet småag, och familjen halvgräs. Inga underarter finns listade i Catalogue of Life.